# 阿米尼耶沃站
阿米尼耶沃站（羅馬化：Aminyevskaya）是莫斯科地鐵大環線的一個車站，2021年12月7日啟用。